# Swindle (película de televisión)
Swindle es una película de televisión de la cadena original Nickelodeon a estrenarse el 24 de agosto de 2013 que tiene como elenco a Noah Crawford y a Chris O'Neal de How to Rock y You Gotta See This, Jennette McCurdy de iCarly y Sam & Cat, Ariana Grande de Victorious y Sam & Cat, Noah Munck de iCarly y a Ciara Bravo de Big Time Rush. La película sigue a Griffin (Noah Crawford), que encuentra una tarjeta de béisbol que es valiosa y tiene un valor de un millón de dólares, pero accidentalmente vende la tarjeta que lo deja con una pérdida de millones de dólares, por lo que se planea algo a su mejor amigo Ben (Chris O'Neal), así como a sus otros amigos para recuperar la tarjeta de béisbol.
 El primer avance salió al aire luego de un episodio nuevo de Sam & Cat el 10 de agosto de 2013. La película fue estrenada en los Nickelodeons restantes del mundo en 2014. En Latinoamérica se estrenó el 7 de noviembre de 2013.

## Producción
Russell Hicks, Presidente de "Contenidos y Producción de Nickelodeon" dijo sobre la película:.

Swindle es el evento perfecto para dar fin al verano, y será una gran comedia familiar, los fanes verán a sus estrellas de Nickelodeon favoritas reunidas en una gran producción de acción y aventuras.

La película tendrá una duración de 90 minutos. Está a la preventa en iTunes Store y saldrá a la venta oficial luego del estreno oficial, que será el 25 de agosto de 2013 a las 8:00pmC ET/PT, también estará disponible en Amazon, Xbox Video, PlayStation y más.

## Sinopsis
Esta película es sobre un chico llamado Ben que se encuentra una tarjeta de béisbol de Honus Wagner en una pared de su casa, la cual su amigo Griffin decide venderla a Paul Swindell por $350. En la mañana siguiente Griffin y Ben se dan cuenta Paul Swindell los había estafado ya que la tarjeta de béisbol tiene un valor de $1.2 millones, así que Griffin y Ben convencen a unos de sus compañeros de hacer un equipo para recuperar la tarjeta de béisbol, este equipo está conformado por: Savannah Westcott "La Actriz" (Jennette McCurdy), Griffin Bing "El Cerebro" (Noah Crawford), Ben Dupree "El Mejor Amigo" (Chris O'Neal), Amanda Benson "La Gimnasta" (Ariana Grande) Darren Vader "La Fuerza" (Noah Munck). Melissa (Ciara Bravo), la hermana menor de Griffin intenta unirse al grupo pero su hermano se niega. Después el equipo entra en la tienda Swindell's Shop para robar la tarjeta de béisbol, Griffin encuentra la tarjeta pero la devuelve porque él quiere conseguir la tarjeta de forma limpia, Melissa interfiere con el sistema de alarma y salva al equipo y así ella se integra al equipo como "La Hacker". Posteriormente Anton Lefevre, un millonario hombre de negocios, invita a Swindell para subastar la tarjeta de béisbol.
Usando gafas con videocámara y auriculares, Amanda va a la casa de Eddie, un chico coleccionista de objetos raros, para encontrar una figura de acción llamada Capitán Cybertor, él presta el juguete a cambio de una cita con ella. El equipo tiene previsto obtener la tarjeta en el Lakeshore Hotel, donde Swindell planea vender la tarjeta. Melissa interfiere con el sistema de habitaciones del hotel y cambia las habitaciones, la habitación del equipo es una suite corona y la habitación de Swindell es una habitación del sótano del hotel, Savannah y Darren pretenden ser un par de niños alemanes que no saben el precio real de la figura de acción y lo venden a Swindell por $10. Swindell luego va a un masaje con Griffin, que se disfraza de Lefevre. Durante el masaje , Swindell recibe una llamada telefónica de un coleccionista llamado Ivan Volkov, quien ha estado buscando un capitán Cybertor pelirrojo. Amanda ha intercambiado la figura de acción por una azul normal. Él vende a Volkov por $80,000 y más tarde ve a través del bigote del disfraz de Ben, descubre tarjeta de la habitación de Ben, y entra en la habitación del equipo. El equipo se enfrenta Swindell, Swindell intenta atrapar la figura pero el equipo se va lanzando la figura entre ellos hasta que Ben lanza la figura, se sale del balcón y cae encima de un pastel de boda.
El equipo y Swindell tienen una carrera por todo el hotel hasta llegar al salón de fiesta, Swindell al igual que el equipo se cuela a la boda y causan una guerra de comida. Después de la interrupción de la boda, el equipo recupera al Cybertor y ofrecerlo a Swindell a cambio de la tarjeta. Cuando Swindell intentos de abandonar el hotel, se choca contra un empleado del hotel y se escapa de su maletín tarjetas de Honus Wagner con la cara Swindell en ellos. Un empleado del hotel le da la factura de $35.000 para la Corona Suite. De vuelta al hotel, la banda celebra y revela a sí mismos como los actuales propietarios de la tarjeta a Lefevre, que les invitan a la subasta por ello.
Al final, la banda Con Griffin premia a $25,000 por su ayuda. Ben le explica a su familia no necesitaba el dinero porque su padre había ganado dinero con su invención. Ellos también usaron el dinero para enviar a la pareja de la boda real en una luna de miel. Posteriormente, el grupo decide seguir a los estafadores para frustrar sus planes. Después de una niña pide ayuda de Griffin conseguir su pájaro de volver de un peluquero.

## Recepción
Swindle fue estrenada el sábado 24 de agosto de 2013 a las 8:00pm ET/PT. Fue el estreno número uno de ese día y de todo ese fin de semana en un canal infantil, obteniendo un total de 4.2 millones de espectadores. En el público demográfico de 2-11 años, obtuvo un total de 7.0/2.3 millones de espectadores, en niños de 6-11 años, se logró un total de 10.0/2.0 millones de espectadores y en adolescentes de 9-14 años, se alcanzó un total de 8.5/1.7 millones de espectadores, haciendo que Nickelodeon ganará esa semana con un total de 2.0 millones de espectadores totales. La segunda repetición oficial obtuvo un total de 2.8 millones de espectadores, el día domingo 25 de agosto de 2013 a la 1:00pm ET/PT., Además en la página web IMDb, se mantiene la puntuación de 6,8/10